# Trstenik, Šentrupert
Trstenik je naselje v Občini Šentrupert. Ob naselju stoji ohranjen dvorec Kot (Winckel), prvič omenjen leta 1335.